# 6810 Juanclariá
6810 Juanclariá là một tiểu hành tinh vành đai chính với chu kỳ quỹ đạo là 2032.2330222 ngày (5.56 năm).
Nó được phát hiện ngày 9 tháng 4 năm 1969.